# حمام تپه کوچک
حمام تپه کوچک مربوط به دوران‌های تاریخی پس از اسلام است و در شهرستان زنجان، بخش قره پشتلو، روستای جلیل‌آباد واقع شده و این اثر در تاریخ ۷ مهر ۱۳۸۱ با شمارهٔ ثبت ۶۲۵۰ به‌عنوان یکی از آثار ملی ایران به ثبت رسیده است.